# Route 10 (Ontario)
Pour les articles homonymes, voir Route 10.
La route 10 est une route provinciale du sud de l'Ontario reliant Brampton et Owen Sound en passant par Shelburne. Elle s'étend sur une distance de 137 kilomètres.

## Tracé

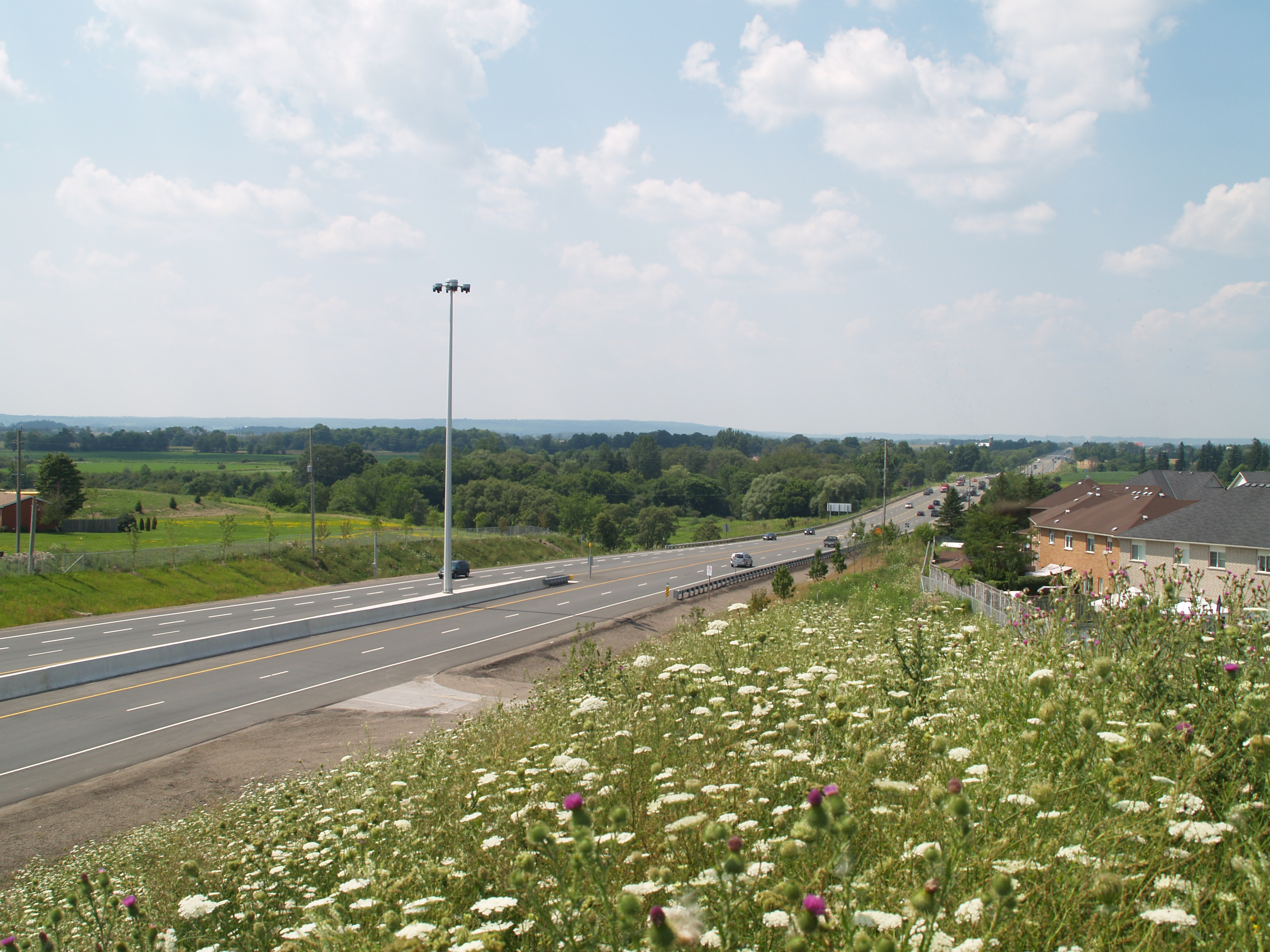
La fin de l'autoroute 410, au nord-ouest de Brampton. Cette section de la 410 fut finie d'être construite à la fin de 2010.

La route 10 débute officiellement depuis 2010 à la fin de l'autoroute 410, à Valleywood, une banlieue au nord-ouest de Brampton. La route 10 emprunte une trajectoire vers le nord-ouest sur une distance d'une vingtaine de kilomètres jusqu'à Orangeville, où elle croise la route 9. D'Orangeville, la route historique Toronto-Sydenham (nom historique de la 10) emprunte une trajectoire vers le nord sur une distance de 17 kilomètres. Elle bifurque vers l'ouest sur une distance de cinq kilomètres en plus de former un multiplex avec la route 89. Dans le centre-ville de Shelburne, la 10 emprunte un trajet différent de celui de la 89 et emprunte une trajectoire vers le nord-ouest jusqu'à Chatsworth où elle rejoint la route 6 pour tout le reste de son parcours, soit sur 13 kilomètres. C'est justement dans le centre-ville d'Owen Sound que la route 10 prend fin à la jonction de 10th St. (Route 6) après avoir parcouru 137 kilomètres dans le sud de l'Ontario. 

### Influence de la numération
La route 10 a eu une influence sur la numérotation de l'autoroute qui en est son extension sud, soit l'autoroute 410. Il est d'usage d'attribuer le préfixe 4 pour toutes les autoroutes de l'Ontario. Le système de numérotation présente certaines similitudes avec celui du Québec, notamment avec ces exemples : 
- Autoroute 5 et  Route 105
- Autoroute 55 et  Route 155
- Autoroute 70 et  Route 170
- Autoroute 85 et  Route 185
- etc.

## Intersections
| Route 10    |       |                                             |                                                |  |
| Ville       | km    | Intersection                                | Notes                                          |  |
| Brampton    | 0,0   | A-410 sud - Toronto, Hamilton               | Début de la route 10                           |  |
| Orangeville | 28,9  | Route 9 - Newmarket                         |                                                |  |
| Primrose    | 48,6  | Route 89 est - Cookstown                    | Multiplex avec la route 89 sur cinq kilomètres |  |
| Shelburne   | 53,9  | Route 89 ouest - Mount Forest               |                                                |  |
| Chatsworth  | 124,5 | Route 6 sud - Guelph                        | Multiplex avec la route 6 sur 13 kilomètres    |  |
| Owen Sound  | 137,3 | Routes 6 nord, 21 sud et 26 est - Tobermory | Fin de la 10 à la jonction de 10th Street      |  |